# Жутай (річка)
Жутай (порт. Rio Jutai) — річка у центральній частині Південної Америки на північному заході Бразилії в штаті Амазонас; права притока Амазонки. Належить до водного басейну Атлантичного океану.

## Географія
Річка починає свій витік і повністю протікає по Амазонській низовині, тече в північно-східному напрямку і впадає в Амазонку (Солімойс) з правого берега. Русло надзвичайно звивисте, із бурхливою течією. Живлення дощове, сильні розливи відбуваються в період із березня по червень. У пониззі підпирається паводковими водами Амазонки. Судноплавна у нижній течії.
Річка має довжину 1 200 км (за іншими даними — 1 050) км. Площа річкового басейну становить 60 000 км². Середньорічна витрата води у гирлі — 2 400 м³/с.

## Притоки
Річка Жутай на своєму шляху приймає воду великої кількості приток, найбільші із них (від витоку до гирла):
- Мутум (права притока, 320 км)
- Бойя (ліва)
- Бія (права, 470 км)
- Зінго (Ріо-Зінго, права, 430 км)
- Копатана (ліва)

## Населенні пункти
На берегах річки розташовані міста: Нова Віда, Тамандуа та Жутай (17 376 осіб в 2013).